# (52604) Thomayer
(52604) Thomayer ist ein Asteroid des Hauptgürtels, der am 5. Oktober 1997 vom tschechischen Astronomen Petr Pravec an der Sternwarte Ondřejov (IAU-Code 557) in Ondřejov u Prahy in Tschechien entdeckt wurde.
Der Asteroid wurde am 10. September 2003 nach dem tschechischen Schriftsteller und Arzt Josef Thomayer (1853–1927) benannt, der der Begründer der tschechischen inneren Medizin ist und das Grundlagenwerk Pathology and Therapy of Internal Diseases verfasste.
Der Himmelskörper gehört zur Astraea-Familie, einer Gruppe von Asteroiden, die nach (5) Astraea benannt ist.